# Джейнсвілл (містечко, Вісконсин)
Джейнсвілл (англ. Janesville) — місто (англ. town) в США, в окрузі Рок штату Вісконсин. Населення — 3665 осіб (2020).

## Демографія
Згідно з переписом 2010 року, у місті мешкали 3434 особи в 1325 домогосподарствах у складі 1059 родин. Було 1432 помешкання
Расовий склад населення:
| - 97,2 % — білих - 0,5 % — чорних або афроамериканців - 0,5 % — азіатів - 0,2 % — корінних американців |

До двох чи більше рас належало 1,0 %. Частка іспаномовних становила 2,0 % від усіх жителів.
За віковим діапазоном населення розподілялося таким чином: 21,5 % — особи молодші 18 років, 64,5 % — особи у віці 18—64 років, 14,0 % — особи у віці 65 років та старші. Медіана віку мешканця становила 46,2 року. На 100 осіб жіночої статі у місті припадало 105,6 чоловіків;  на 100 жінок у віці від 18 років та старших — 106,2 чоловіків також старших 18 років.
Середній дохід на одне домашнє господарство  становив 102 858 доларів США (медіана — 79 395), а середній дохід на одну сім'ю — 111 467 доларів (медіана — 99 239). Медіана доходів становила 55 439 доларів для чоловіків та 42 157 доларів для жінок. За межею бідності перебувало 4,4 % осіб, у тому числі 3,2 % дітей у віці до 18 років та 3,5 % осіб у віці 65 років та старших.
Цивільне працевлаштоване населення становило 1908 осіб. Основні галузі зайнятості: освіта, охорона здоров'я та соціальна допомога — 30,2 %, виробництво — 10,8 %, роздрібна торгівля — 10,7 %.